# Дунауйварош (футбольный клуб)
«Дунауйварош» — бывший венгерский футбольный клуб из города Дунауйварош, более известный по своему прежнему названию «Дунаферр». Основан в 1952 году. Главным достижением клуба стала победа в Чемпионате Венгрии в 2000 году.

## Достижения
- Чемпион Венгрии: 1

1999/00.

## Европейские соревнования
Клуб принимал участие в Лиге чемпионов УЕФА и Кубке УЕФА.
| Турнир              | Матчи | Поб. | Н | Пор. | ГЗ | ГП |
| ------------------- | ----- | ---- | - | ---- | -- | -- |
| Лига чемпионов УЕФА | 4     | 1    | 2 | 1    | 7  | 6  |
| Кубок УЕФА          | 4     | -    | 1 | 3    | 5  | 10 |

## Известные игроки
- Роуэн Мускат
- Игорь Ниченко